# Progress 1
Progress 1 (ryska: Прогресс-1) var Sovjetunionens och världens första rymdfarkost konstruerad för att fylla på rymdstationers förnödenheter, syre, vatten och bränsle. Flygningen gick till den sovjetiska rymdstationen Saljut 6.
Progress farkosten sköts upp från Kosmodromen i Bajkonur med en Sojuz-U-raket, den 20 januari 1978 och dockade med rymdstationen två dagar senare. Den lämnade rymdstationen, den 6 februari 1978 och brann upp i jordens atmosfär två dagar senare.

### Fotnoter
1. ↑  ”NASA Space Science Data Coordinated Archive” (på engelska). NASA. https://nssdc.gsfc.nasa.gov/nmc/spacecraft/display.action?id=1978-008A. Läst 1 mars 2020.
2. ↑  Manned Astronautics - Figures & Facts Arkiverad 10 september 2007 hämtat från the Wayback Machine., läst 15 juli 2016.